# Relaciones Alemania-Ucrania
Las relaciones Alemania-Ucrania son las relaciones exteriores entre Alemania y Ucrania. Las relaciones diplomáticas entre Ucrania y Alemania se establecieron originalmente en 1918 como entre la República Popular de Ucrania y el Imperio Alemán, pero se interrumpieron poco después debido a la ocupación de Ucrania por el Ejército Rojo. Las relaciones actuales se reanudaron en 1989 a nivel de consulado y en 1992 como misión diplomática a gran escala.

## Historia

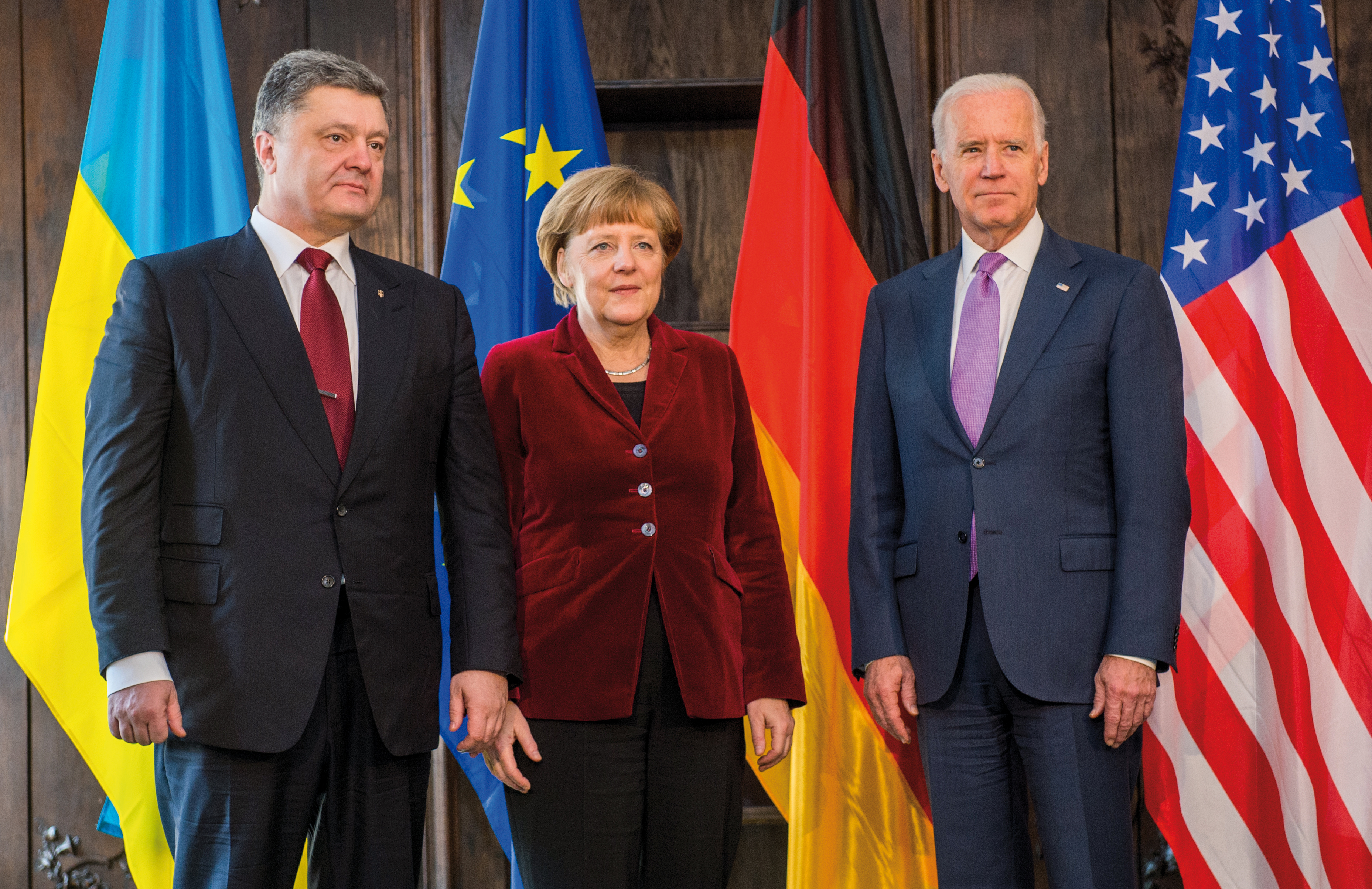
La canciller alemana Angela Merkel (centro) con el presidente ucraniano Petro Poroshenko (izquierda), 7 de febrero de 2015. El vicepresidente estadounidense Joe Biden está a la derecha.

- 1918 - A raíz del Tratado de Brest-Litovsk, las tropas alemanas proporcionaron asistencia militar a Ucrania contra la Rusia soviética; La administración militar alemana jugó un papel decisivo en el golpe de Estado de Pavlo Skoropadskyi contra la República Popular de Ucrania (abril de 1918) y el establecimiento del Estado ucraniano de corta duración; el primer embajador alemán en Ucrania fue Alfons Mumm von Schwarzenstein; el primer embajador ucraniano en Alemania fue Oleksandr Sevriuk (como Encargado de negocios) quien fue reemplazado por Teodor Shteingel.
- 1941-1944 - Las tropas alemanas (con la ayuda de italianos, rumanos y húngaros) ocupan la mayor parte de la Ucrania soviética y se reparten entre el Gobierno General y el Reichskommissariat Ucrania; El Ejército Insurgente Ucraniano de la OUN alterna entre luchar contra los alemanes y aceptar su ayuda contra los soviéticos.
- 1944-1950: los líderes supervivientes de la OUN encuentran refugio en las Zona de ocupación estadounidense de Alemania, que se convierte en el hogar de muchas personas desplazadas ucranianas.
- 1953 - Radio Free Europe/Radio Liberty (entonces llamada "Radio Liberation") comienza sus operaciones en Múnich, transmitiendo a Ucrania en ucraniano.
- 1959 - Stepan Bandera asesinado en Múnich por un agente soviético
- 2011 - el Nord Stream hace que Ucrania sea económicamente vulnerable
- 2014 - Alemania pertenece al formato de Normandía.
- 2014 - Sanciones de la UE contra Rusia. La política de Ostpolitik fue sacudida dramáticamente después de 2014 cuando Rusia amenazó a Ucrania, se apoderó de Crimea y patrocinó combates en el este de Ucrania. Berlín denunció las acciones de Moscú como una violación del derecho internacional y asumió un papel de liderazgo en la formulación de sanciones de la UE. Sin embargo, Alemania depende en gran medida de los suministros de energía rusos a través del oleoducto Nord Stream, por lo que ha procedido con cautela y se opone a los esfuerzos estadounidenses para cancelar Nord Stream.[1]
- 2018: el presidente ucraniano Petro Poroshenko se opuso al gasoducto planeado Nord Stream 2 de Rusia a Alemania.[2]
- 2022 - Alemania bloquea el suministro de armas a Ucrania[3][4] durante la crisis ruso-ucraniana de 2021-2022. Los aviones británicos Royal Air Force C-17 toman un largo desvío por el espacio aéreo alemán para entregar miles de NLAW armas antitanque a Kiev.[5] El ministro de Relaciones Exteriores de Ucrania Dmytro Kuleba afirma que los ucranianos recordarán la posición de Alemania "durante décadas".[6]
- 2022 - El embajador alemán en Ucrania Anka Feldhusen es convocado al Ministerio de Asuntos Exteriores de Ucrania por los comentarios del jefe de la Marina alemana Kay-Achim Schönbach; el vicealmirante Kay-Achim Schönbach dimite.[7]
- 2022 - Annalena Baerbock, como representante del Ministerio de Relaciones Exteriores de Alemania, solicitó a los ciudadanos alemanes que abandonaran urgentemente Ucrania ya que Rusia estaba a punto de invadir Ucrania. Además, después de la reunión del G7, aseguró el apoyo unido del grupo por Ucrania.[8]
- 2022: el sábado 26 de febrero, Alemania abandonó una política de larga data de nunca enviar armas a las zonas de conflicto; en cambio, aumentó su apoyo a la lucha de Ucrania contra Rusia, sancionó las transferencias de armas a Kiev en un cambio de política y acordó bloquear el acceso de Moscú al sistema interbancario SWIFT.[9]
- 2022 - Ucrania rechaza una solicitud de visita oficial del presidente alemán Frank-Walter Steinmeier[10][11] quien es ampliamente percibido en Ucrania como prorruso debido a su apoyo a Nord Stream 2 y comentarios anteriores acusando a la OTAN de "belicismo".[12]

## Ubicación de las misiones diplomáticas
Alemania tiene una embajada en Kiev y un Consulado General en Donetsk (debido a la agresión rusa (Guerra en Donbass) temporalmente en Dnipro).
Ucrania tiene una embajada en Berlín y tres Consulados Generales en Frankfurt, Hamburgo y Múnich.

### Jefe de misiones (1917-1920)
Alemania
- 1917-18 Alfons Mumm de Schwarzenstein
- 1918-19 Johannes (Hans) Graf von Berchem

Ucrania
- 1918-18 Oleksandr Sevriuk (chargé d'affaires)
- 1918-18 Omelian Koziy (chargé d'affaires)
- 1918-18 Teodor Shteingel
- 1918-20 Mykola Porsh
- 1921-23 Roman Smal-Stocki
- 1923-23 Nikolaus von Wassilko (chargé d'affaires)

Soviets (representante del gobierno soviético en Ucrania)
- 1921-23 Voldemar Aussem

## Misiones diplomáticas residentes
- Alemania tiene una embajada en Kiev.
- Ucrania tiene una embajada en Berlín y consulados generales en Fráncfort, Hamburgo y Múnich.

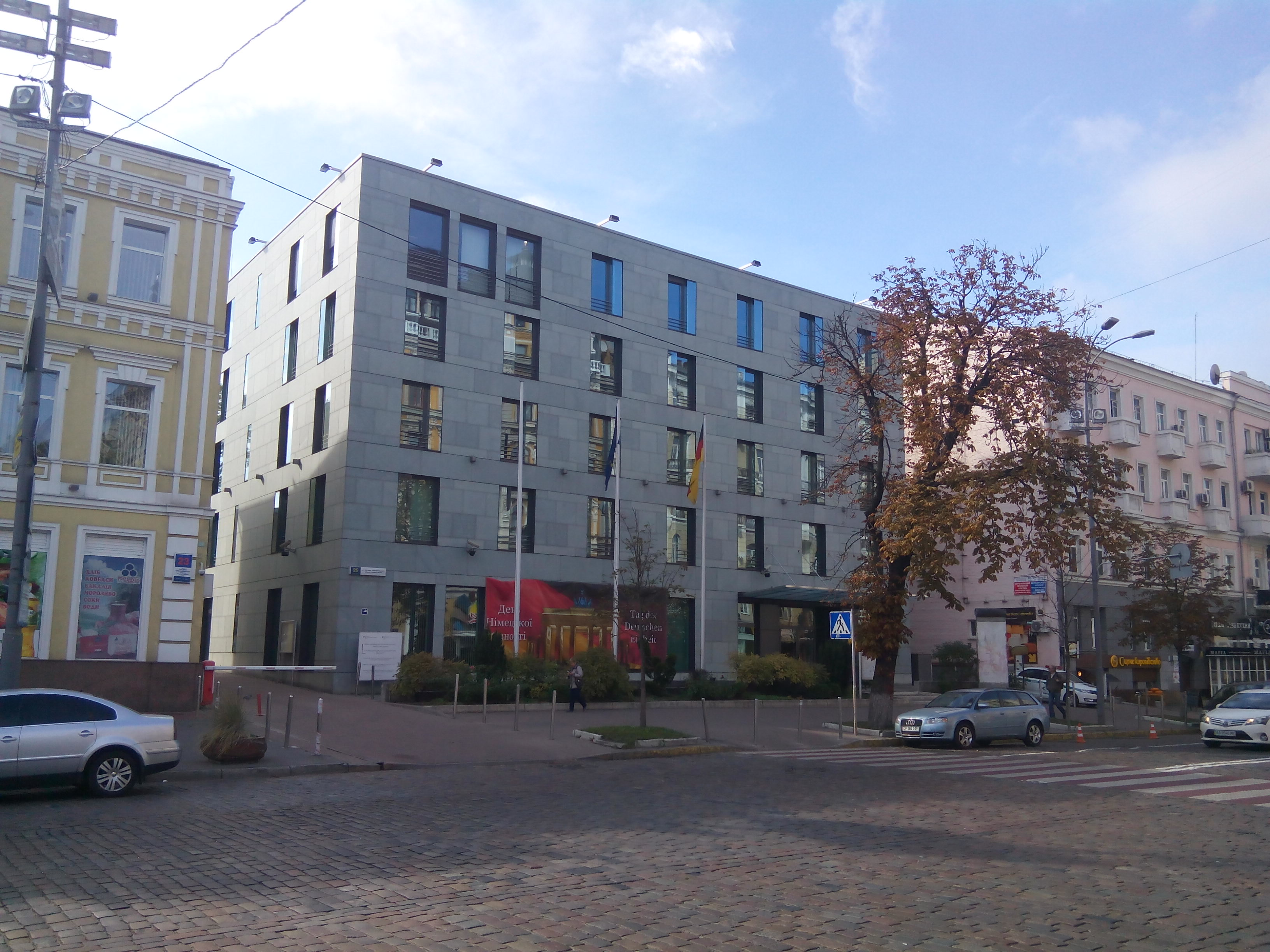
Embajada de Alemania en Kiev
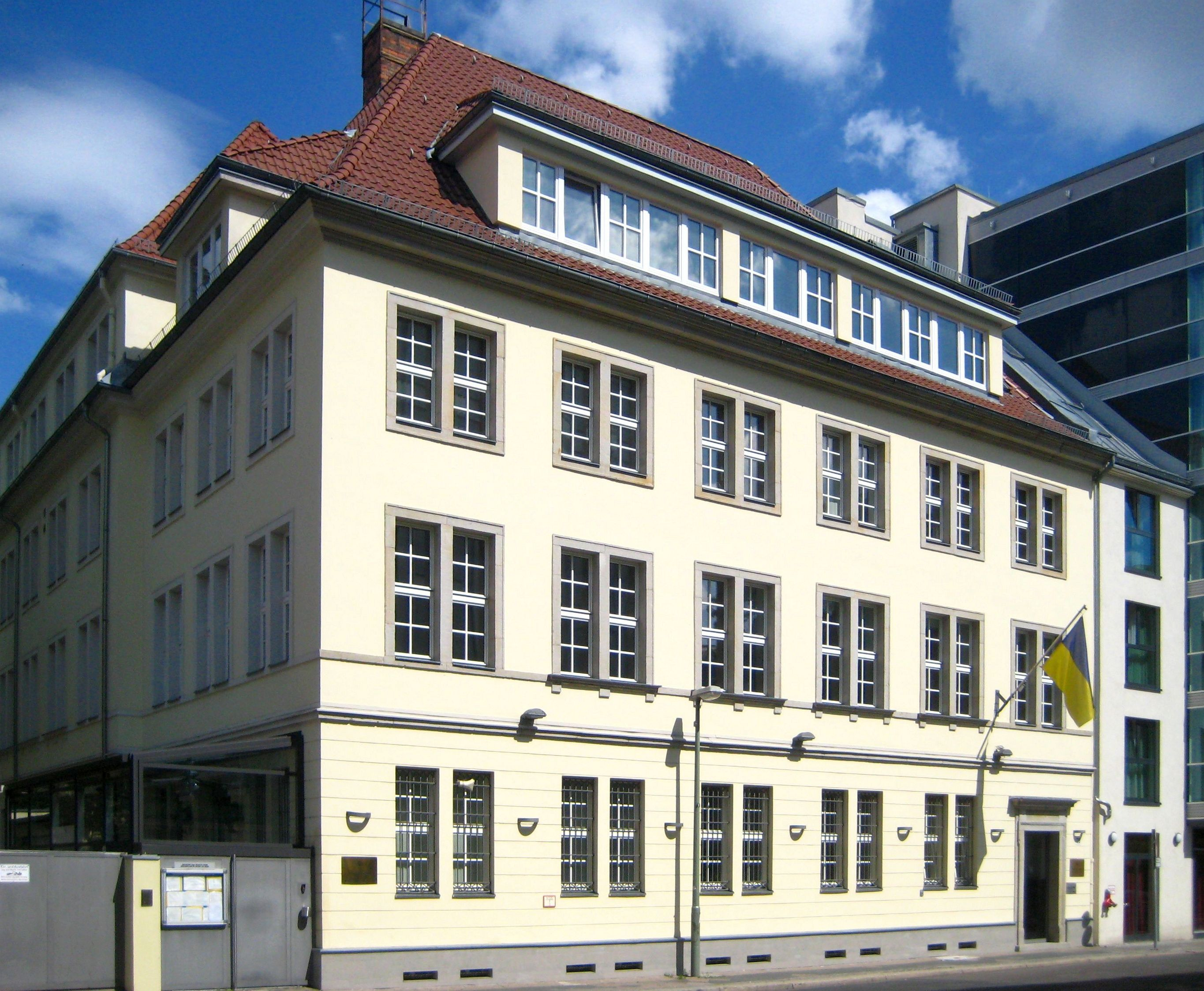
Embajada de Ucrania en Berlín

## Lecturas externas
- Dembińska, Magdalena, and Frederic Mérand, eds. Cooperation and Conflict between Europe and Russia (Routledge, 2021).
- Fix, Liana. "The different ‘shades’ of German power: Germany and EU foreign policy during the Ukraine Conflict." German Politics 27.4 (2018): 498-515. online (enlace roto disponible en Internet Archive; véase el historial, la primera versión y la última).
- Siddi, Marfco. "German foreign policy towards Russia in the aftermath of the Ukraine crisis: A new Ostpolitik?." Europe-Asia Studies 68.4 (2016): 665-677.